# Joaquim Nabuco (ort)
Joaquim Nabuco är en ort i Brasilien.   Den ligger i kommunen Joaquim Nabuco och delstaten Pernambuco, i den östra delen av landet, 1 600 km nordost om huvudstaden Brasília. Joaquim Nabuco ligger 151 meter över havet och antalet invånare är 9 965.
Terrängen runt Joaquim Nabuco är platt åt sydost, men åt nordväst är den kuperad. Närmaste större samhälle är Palmares, 9,1 km sydväst om Joaquim Nabuco.
Omgivningarna runt Joaquim Nabuco är en mosaik av jordbruksmark och naturlig växtlighet. Runt Joaquim Nabuco är det ganska glesbefolkat, med 30 invånare per kvadratkilometer.